# Esterházy-palota (Wallnerstrasse)

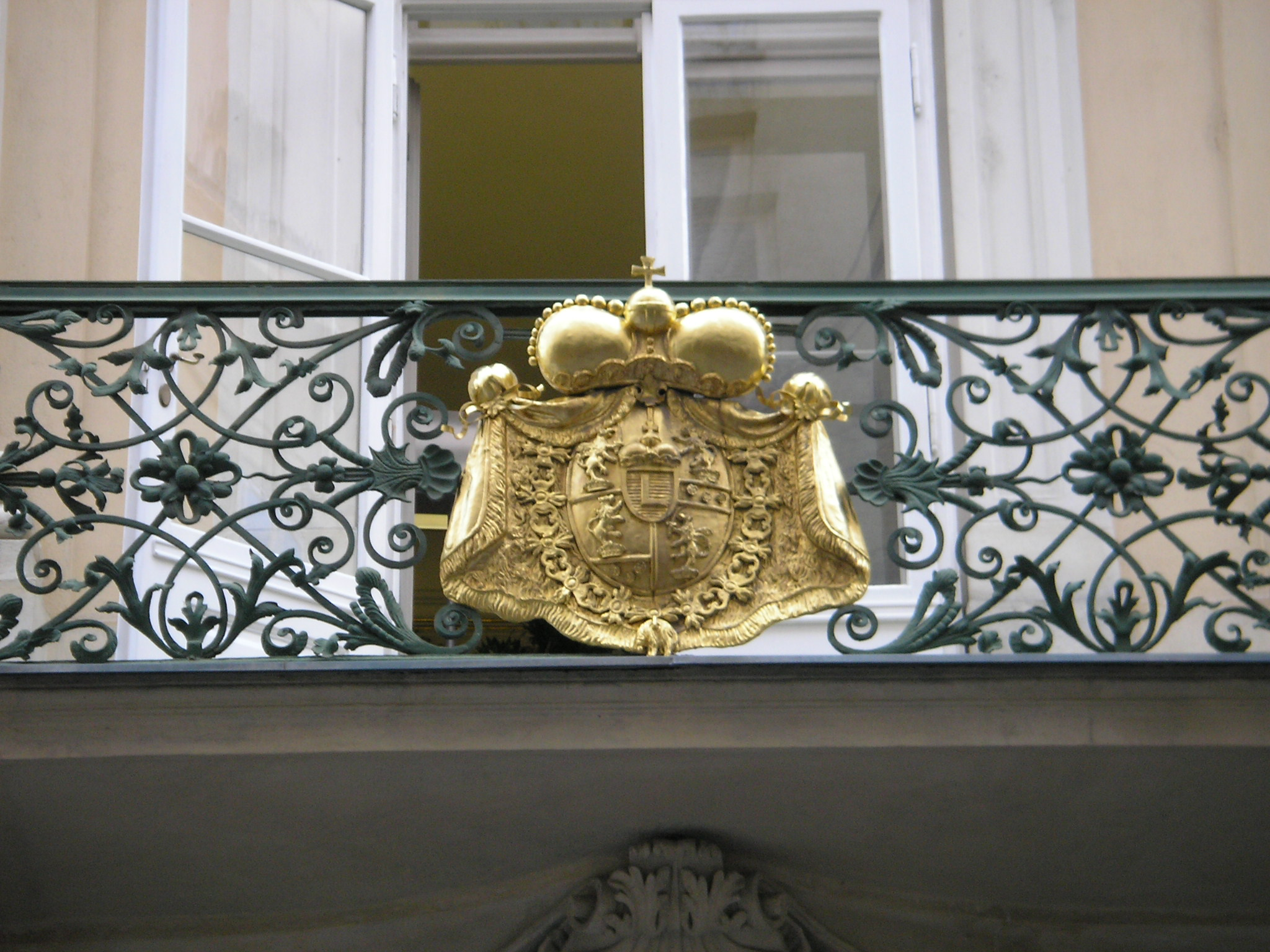
Az Esterházy család címere a palota erkélyén

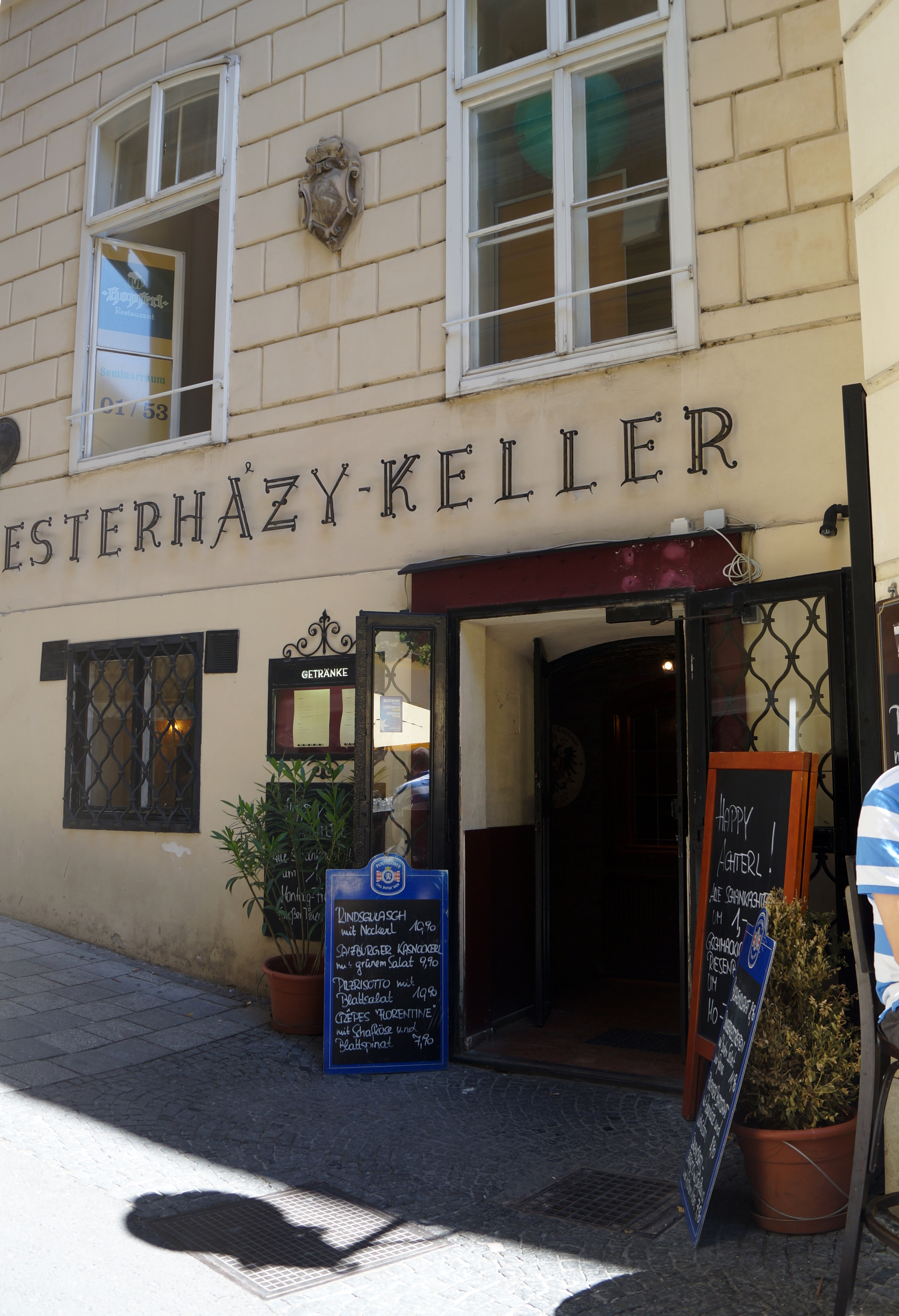
Az épülethez tartozó Esterházy-Keller

Az Esterházy-palota Bécs belvárosának egyik barokk palotatömbje, mely Esterházy Pál herceg megbízására 1695-re épült meg a két bécsi Esterházy-palota egyikeként, a Wallnerstrasse 4. sz. alatt (a másik, a grófi ágé a Kärtnerstrassén áll).

## Kialakításának háttere
A 18. században jelentősen megváltozott Bécs arculata. Azt megelőzően az ellenreformáció alatt sokaknak vallásuk miatt kellett Ausztriát elhagyniuk, a 17. század számos háborúja, Bécsnek a törökök általi két ostroma (1529, 1683) jelentősen rányomta a bélyegét a városra. A második török ostrom (1683) után a külvárosok romokban álltak, a lakosság száma nagymértékben lecsökkent, a török ostrom alatt pedig az összes palota megsemmisült. A telkek ezért rendkívül olcsók voltak, ebben a helyzetben számos arisztokrata család élt a lehetőséggel, és jelentős területeket szerzett meg a városban. Bécs második török ostromát követően a törökök Közép-Európából történt kiűzésével indult meg Bécs barokk virágzása.
Mivel Bécsben nyílt a legnagyobb lehetőség társadalmi és politikai karrierépítésére, így a monarchia minden részéről származó arisztokraták építettek itt palotákat, pl. az Esterházy, Lobkowitz, Pálffy, Auersberg, Lubomirski családok, de Itáliából, Spanyolországból és Portugáliából származó főúri családok (Pallavicini, Collalto, Caprar, Strozzi), ill. Oroszországból származók is (Razumovsky) kialakították bécsi rezidenciájukat. A 18. századtól elképzelhetetlen építkezési láz indult meg a császárvárosban, amely jelentősen átformálta a városképet. Viszont annak a ténynek köszönhetően, hogy az óváros, azaz a mai első kerület határa mentén húzódó falakat, erődítményrendszert és a glacis-övezetet nem merték felszámolni, egészen kis helyre példátlan mértékben zsúfolódtak össze a reprezentatív épületek Bécsben. Minden új palota építéséhez több városi házat kellett megvásárolni és lebontani, ennek eredményeként Bécsben 1730-ban pusztán 930 polgárház állt, de már 248 arisztokrata palota, azaz az épületek teljes állományának csaknem egynegyede főúri rezidencia volt.

## Története
Ebben a korszakban alakították ki az Esterházy-palota épülettömbjét is. Helyén eredetileg 14 ház állt, amelyeket az Esterházy család 1612-től kezdve lassanként szerzett meg, majd építtetett egybe. Az első épületek házasság útján kerültek a későbbi nádor, gróf Esterházy Miklós birtokába. Később fia, Esterházy Pál herceg feltételezhetően az olasz Francesco Martinelli építőmestert bízta meg a palotatömb kialakításával, mely 1685 és 1695 között készült el. A palota házi kápolnájának építése 1699-re fejeződött be. Az 1745 és 1751 közötti újabb átépítés során alakították ki a kapuzatot és a belső díszlépcsőt. 1755-ben Johann Ferdinand Mödhammer építőmester vezetésével még két további házat építettek egybe a palotatömbbel, majd 1806 és 1820 között három újabb szomszédos épületet.
Joseph Haydn 1767-től több mint 10 éven át – élete egyik legszebb időszakában – minden telet itt töltött patrónusa, Esterházy Miklós herceg vendégeként, ill. a herceg zenei igazgatójaként, azaz az Esterházy-zenekar vezetőjeként. A palota homlokzatán tábla emlékeztet arra, hogy 1809-ben itt szállt meg Napóleon egyik tábornoka, Berthier generális.
Az épület főhomlokzata barokk kialakítású, az erkély kovácsoltvas korlátja tartja az aranyozott Esterházy-címert. A palotatömb épületszárnyai két belső udvart fognak közre.
A palota 300 éven át, egészen 1990-ig az Esterházy család birtokában maradt. V. Esterházy Pál 1989-ben bekövetkezett halála után a palota örököse Esterházy Pál özvegye, Esterházy Melinda, azaz Ottrubay Melinda lett, aki az általa megörökölt Wallner utcában levő palotát 1990-ben 24 millió euróért eladta. Az épület 2015-től a Karl Wlaschek örökségét gondozó alapítvány tulajdonába került, a palota részeit cégek, szervezetek és magánszemélyek bérlik.
Az épületben működik az 1808-ban megnyílt elegáns étterem, az Esterházy-Keller.